# Triosmiumdodecacarbonyl
Triosmiumdodecacarbonyl ist eine chemische Verbindung des Osmiums aus der Gruppe der Metallcarbonyle.

## Gewinnung und Darstellung
Triosmiumdodecacarbonyl kann durch Reaktion von Osmiumtetroxid mit Kohlenmonoxid gewonnen werden.
{\displaystyle \mathrm {3\ OsO_{4}+24\ CO\longrightarrow Os_{3}(CO)_{12}+12\ CO_{2}} }
Es kann auch durch Hochdruckcarbonylierung von Osmiumhalogeniden oder -oxidhalgeniden in Gegenwart von Kupfer- oder Silber-Pulver als Beimetall dargestellt werden.

## Eigenschaften

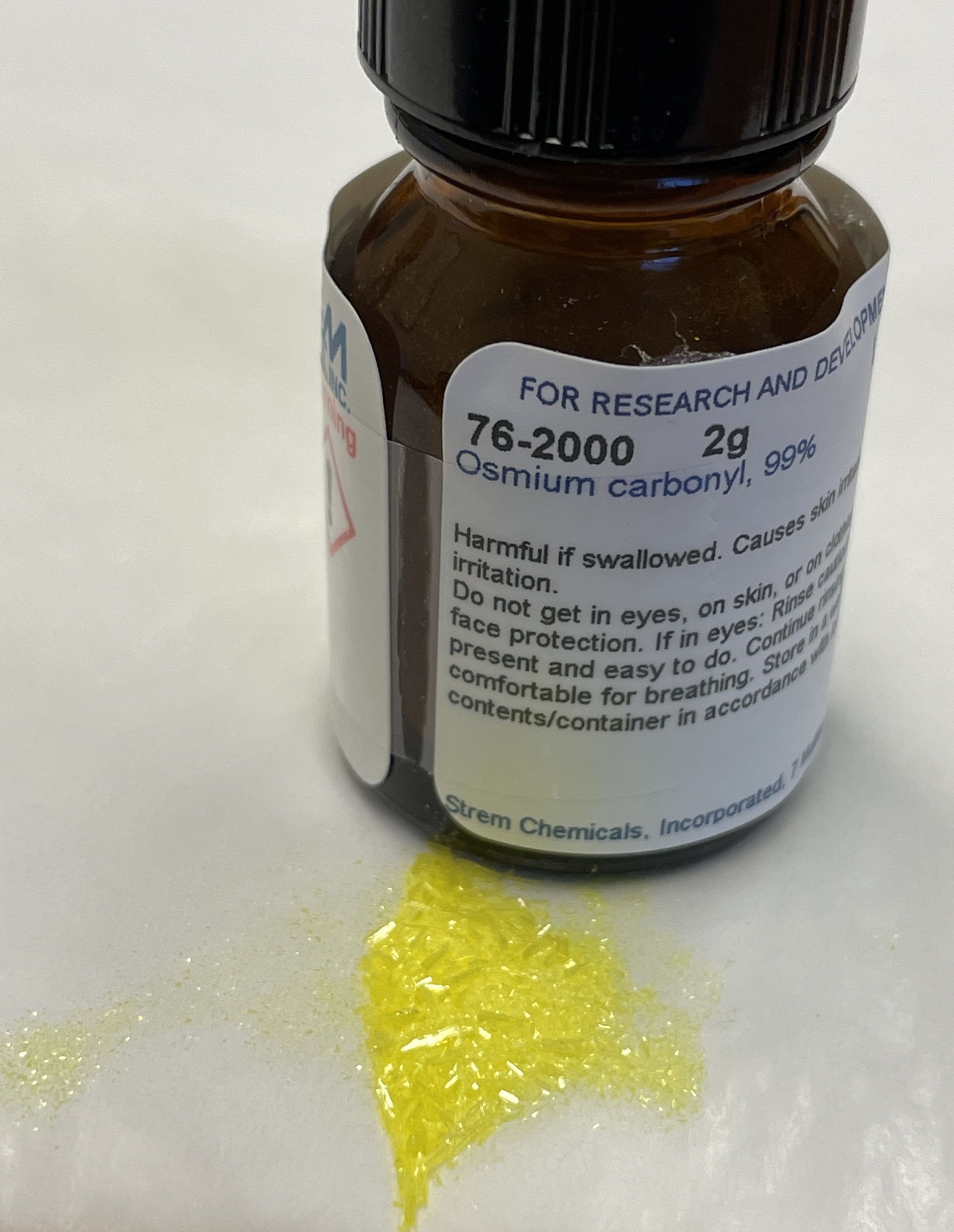
Triosmiumdodecacarbonyl

Triosmiumdodecacarbonyl ist ein gelber, kristalliner, schwach luftempfindlicher, flüchtiger Feststoff, der löslich nur in sehr polaren organischen Lösungsmitteln ist.
Die thermische Zersetzung von Triosmiumdodecacarbonyl (Os3(CO)12) liefert höherkernige Osmiumcarbonylcluster wie Os4(CO)13 über Os6(CO)18 bis zum Os8(CO)23.